# Пелопия
Пело́пия (др.-греч. Πελόπεια) — персонаж древнегреческой мифологии, дочь Фиеста, от которого родила сына Эгисфа; выбросила его.
По подробному изложению, её отец получил пророчество, что у него родится сын, который отомстит Атрею. Пелопия скрывалась в Сикионе. Пелопия вела хоровод Афине, поскользнулась и выпачкала одежду в крови; пошла к реке смыть кровь. Фиест, замотав голову, выскочил из рощи и изнасиловал её; в это время Пелопия вытащила его меч из ножен и спрятала. Атрей прибыл к царю Феспроту, и тот дал ему Пелопию в жены, выдав за свою дочь. Родив Эгисфа, Пелопия выбросила его, но его выкормила коза, а Атрей нашёл и воспитал как своего сына; Пелопия дала ему меч.
Когда сын вырос, Агамемнон и Менелай схватили Фиеста в Дельфах и привели к Атрею, посадив в темницу. Атрей приказал Эгисфу убить Фиеста. В темнице Фиест узнал свой меч, Пелопия же, узнав Фиеста, закололась мечом. По другой версии, Пелопия сама отомстила за отца.
Пелопия стала героиней ряда античных пьес — в частности, трагедии Софокла «Фиест в Сикионе». Её роль исполнял актёр Парис при правлении Домициана.